# Herfølge Station
Herfølge station ligger mellem Køge og Tureby hvor man tidligere på den enkeltsporede "Lille Syd" nær landsbyen Herfølge havde Vallø brændeplads.
Stationsbygningen opførtes i 1908 med Heinrich Wenck som arkitekt. Både stationsbygning, varehus og signalhuset er fredet. Bygningsmæssigt ligner den hovedbygningen på Lille Skensved Station på samme strækning, samt stationsbygningerne på en række privatbaner.
Tilbage ved stationen er desuden et kolonnehus og i nærheden findes en række huse opført til banens personale.
Ved etableringen i 1908 fik stationen et mekanisk centralapparat af typen Siemens & Halske. Det blev i 1985 udskiftet med et sikringsanlæg DSB type 1977.

## Antal rejsende
Ifølge Østtællingen var udviklingen i antallet af dagligt afrejsende:
| År   | Antal | År   | Antal | År   | Antal | År   | Antal |
| ---- | ----- | ---- | ----- | ---- | ----- | ---- | ----- |
| 1984 | 170   | 1993 | 186   | 2000 | 216   | 2005 | 226   |
| 1987 | 166   | 1995 | 187   | 2001 | 221   | 2006 | 246   |
| 1990 | 205   | 1996 | 186   | 2002 | 216   | 2007 | 227   |
| 1991 | 191   | 1997 | 181   | 2003 | 240   | 2008 | 240   |
| 1992 | 177   | 1998 | 177   | 2004 | 361   |      |       |